# Yekokora
Yekokora eller Yokokala är en flod i Kongo-Kinshasa, ett biflöde till Lopori. Den rinner huvudsakligen genom provinserna Mongala och Équateur, i den nordvästra delen av landet, 800 km nordost om huvudstaden Kinshasa. Det mellersta loppet bildar gräns mellan dessa provinser (till höger) och Tshuapa (till vänster). Floden avgränsar också Lomako-Yokokala viltreservat norrut.